# Maureen McGovern
Maureen Therese McGovern, född 27 juli 1949 i Youngstown, Ohio, är en amerikansk sångerska och Broadwayaktris som sjöng de Oscars-vinnande ledmotiven "The Morning After" och "We May Never Love Like This Again" till katastroffilmerna SOS Poseidon och Skyskrapan brinner, från 1972 respektive 1974.
1974 sjöng hon också ledmotivet till den brittiska katastroffilmen Gold, "Wherever Love Takes Me", som nominerades till en Oscar för bästa sång.

## Diskografi
Studioalbum
- 1973 – The Morning After
- 1974 – Nice to Be Around
- 1975 – Academy Award Performance
- 1979 – Maureen McGovern
- 1987 – Another Woman in Love
- 1988 – State of the Heart
- 1990 – Christmas With Maureen McGovern
- 1992 – Baby I'm Yours
- 1996 – Out of This World
- 1997 – The Music Never Ends
- 1998 – The Pleasure of His Company
- 2003 – Works of Heart
- 2008 – A Long and Winding Road
- 2016 – You Raise Me Up: A Spiritual Journey

Livealbum
- 1989 – Naughty Baby

Samlingsalbum
- 1990 – Greatest Hits
- 2005 – 20th Century Masters – The Millennium Collection: The Best of Maureen McGovern

Singlar (urval)
- 1973 – "The Morning After" (US #1, US AC #6)
- 1973 – "I Won't Last a Day Without You" (US #89, US AC #14)
- 1974 – "Nice to Be Around" (US AC #28)
- 1974 – "Give Me a Reason to Be Gone" (US #71, US AC #12)
- 1974 – "We May Never Love Like This Again" (US #83, US AC #20)
- 1975 – "Love Songs Are Getting Harder to Sing" (US AC #24)
- 1978 – "Can You Read My Mind" (US #52, US AC #5)
- 1979 – "Different Worlds" (US #18, US AC #1)
- 1979 – "Can't Take My Eyes Off You" (US AC #27)
- 1980 – "We Could Have It All" (US AC #16)
- 1981 – "Halfway Home" (US AC #24)